# Pisanica
Pisanica (deutsch Pissanitzen, 1926–1945 Ebenfelde) ist ein zur Gemeinde Kalinowo (Kallinowen, 1938 bis 1945 Dreimühlen) zählendes Dorf im nordöstlichen Masuren in der polnischen Woiwodschaft Ermland-Masuren im Powiat Ełcki (Kreis Lyck).

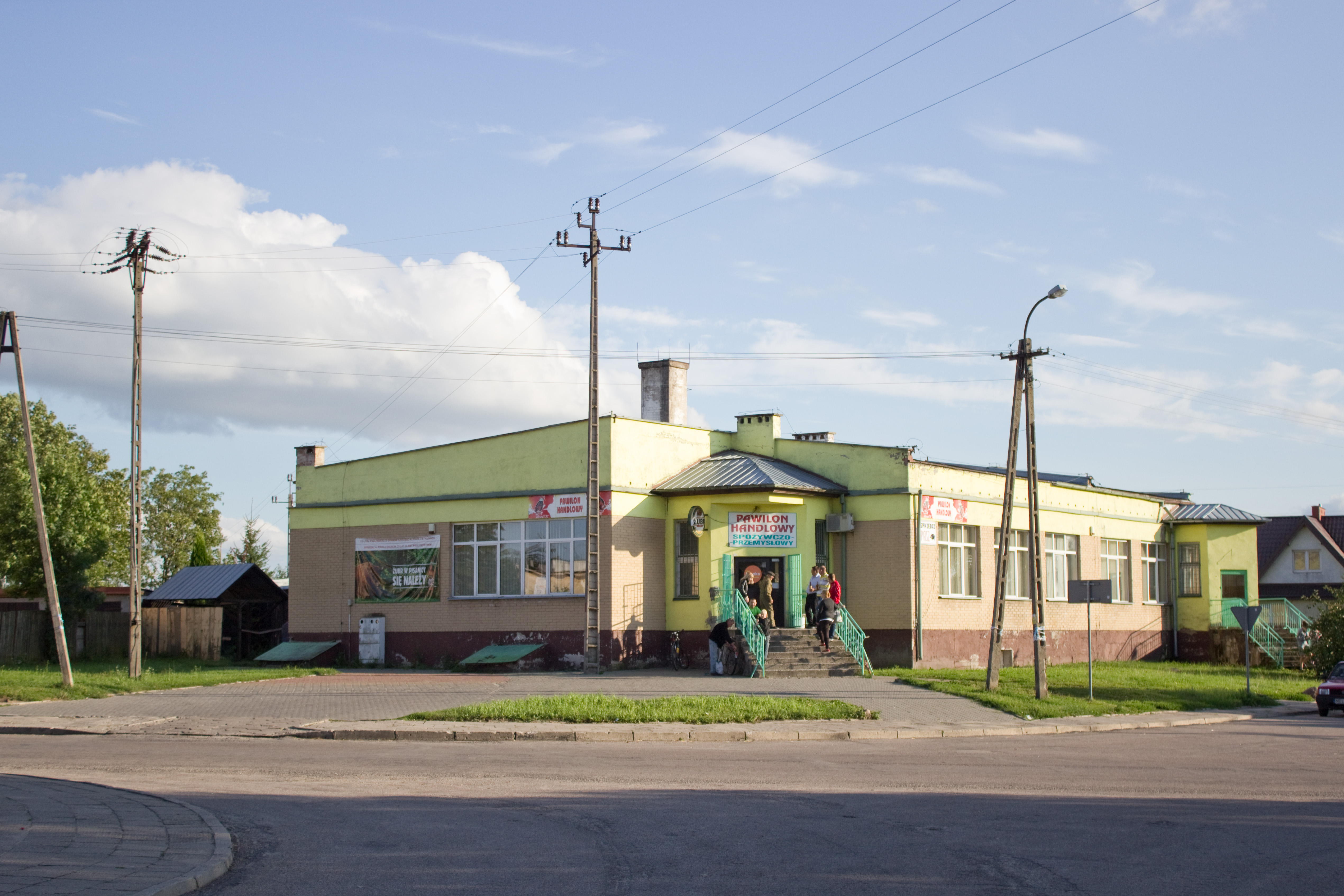
Geschäftshaus in Pisanica

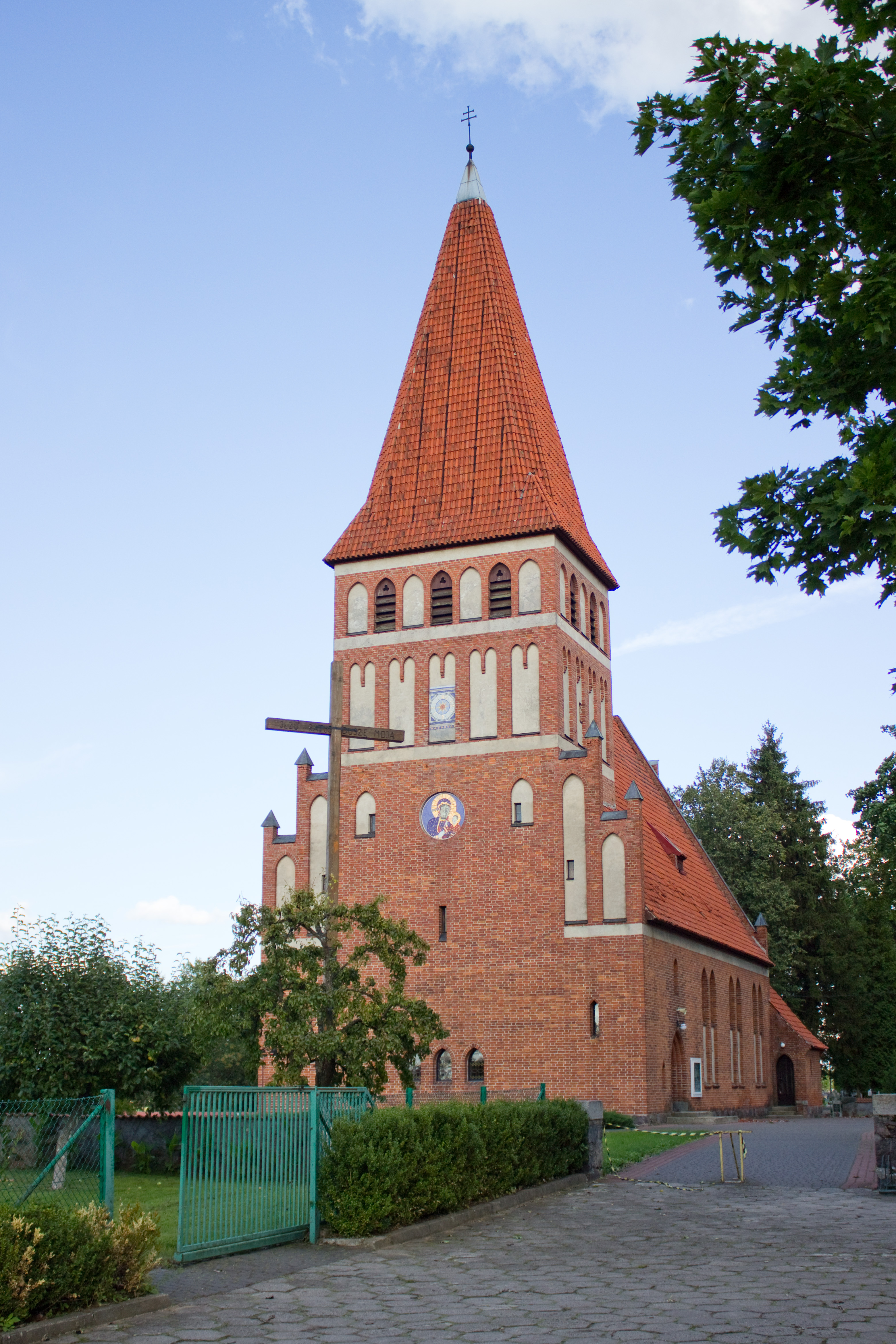
Die einst evangelische, heute katholische Pfarrkirche in Pisanica

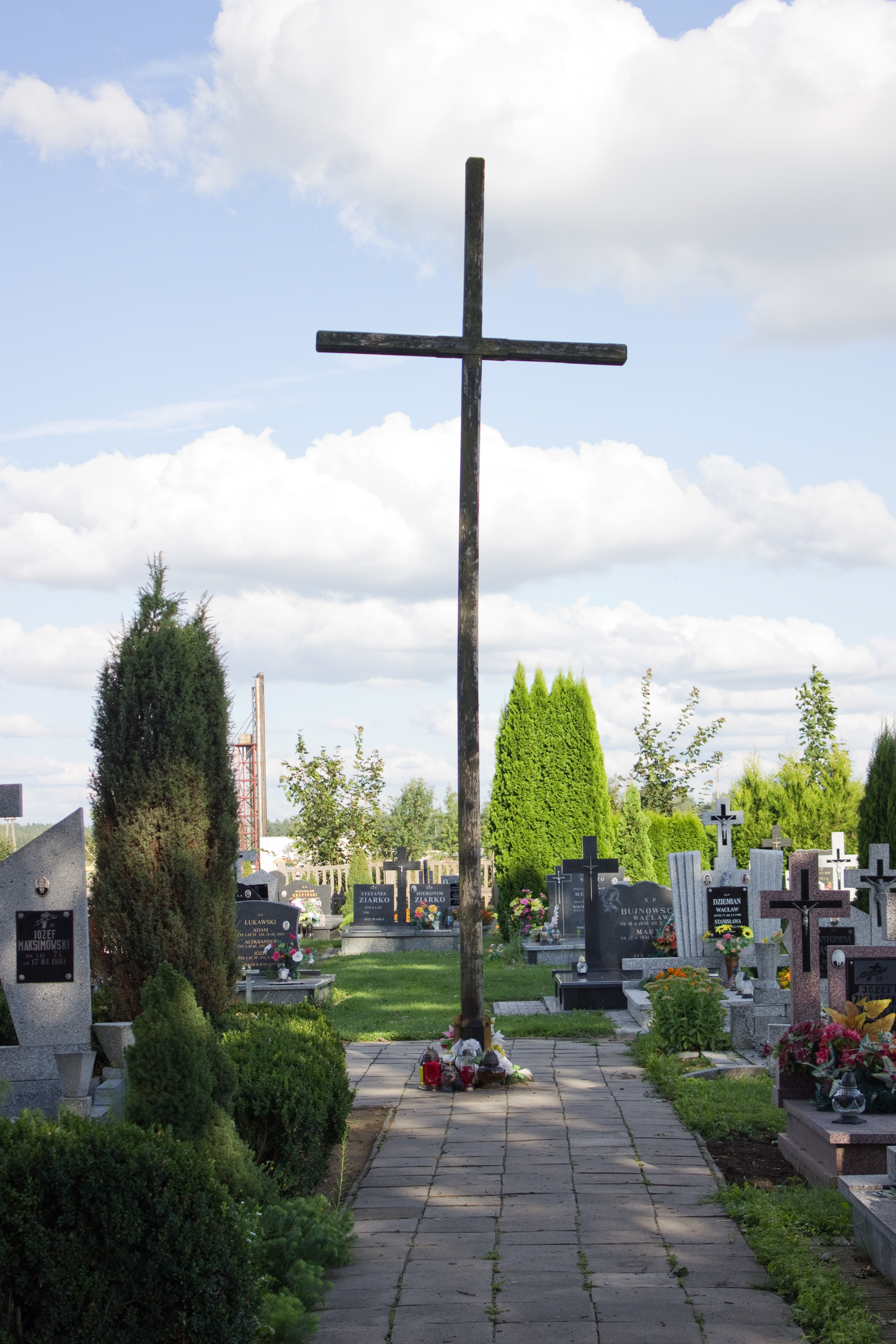
Der Kommunalfriedhof in Pisanica

## Geographische Lage
Das Dorf befindet sich südwestlich der Ortschaft Kalinowo (deutsch Kallinowen), ein Kilometer unterhalb des Skomentner Sees (1938 bis 1945 Skomantener See, auch: Skomanten-See, polnisch Jezioro Skomętno) an einer Landstraße zwischen Sędki (Sentken) und Borzymy (Borszymmen, 1938 bis 1945 Borschimmen) bzw. zwischen Wysokie (Wyssocken, 1938 bis 1945 Waltershöhe) und Sypitki (Sypittken, 1938 bis 1945 Vierbrücken).

## Ortsname
Die Herkunft des masurischen Ortsnamens ist nicht eindeutig geklärt.

## Geschichte
Die erste urkundliche Erwähnung des Ortes datiert aus dem Jahr 1496. Die Handfeste als Zinsdorf, verliehen durch den Komtur zu Rhein, Rudolf von Diepoltskirchen, erlangte 1504 der erste Dorfschulze Jan Kanneffk.
1565 bekam Pissanitzen neben einer Dorfschule seine erste Holzkirche. Erster Pfarrer der evangelischen Kirchengemeinde war Hieronymus Maletius (1552–1567), ein Sohn des ursprünglich aus Krakau stammenden Lycker Buchdruckers und evangelischen Erzpriesters Johannes Maletius (Jan Malecki). 1567 folgte Hieronymus Maletius seinem Vater in Lyck im Amt des Erzpriesters.
Sein Nachfolger auf der Pfarrstelle wurde der als Spross einer im polnischen Masowien stark verbreiteten Adelsfamilie nach Preußen zugewanderte Georg von Helm (bis 1588), der seinen Familiennamen schließlich nach dem Dorf in Pisanski änderte. Die Familie Pisanski brachte nachfolgend von besagtem Pfarrer abstammend viele prominente preußische Gelehrte, Theologen, Schriftsteller, Pädagogen und Wissenschaftler hervor, darunter der Königsberger Schriftsteller Georg Christoph Pisanski (1725–1790).
Im Herbst 1656 fielen die mit Polen verbündeten Tataren in weite Teile Masurens und damit in Pissanitzen ein. Überliefert ist, dass sie während eines Sonntagsgottesdienstes in die Kirche eindrangen und mehrere Anwesende erstachen. Pfarrer Matthias Trentowius (d. Ä.) (auch: von Trentowski), der zu diesem Zeitpunkt gerade auf der Kanzel predigte, konnte entkommen und flüchtete ins nahe Polen. Das Dorf wurde niedergebrannt. Insgesamt wurden beim Tatareneinfall 54 Menschen getötet, 329 gefangen genommen und dann meist in Gefangenschaft und Sklaverei verschleppt.
1710 wurde Pissanitzen Opfer einer Pest-Epidemie, die die Einwohnerzahl des Dorfes abermals stark reduzierte.
In der zweiten Hälfte des 19. Jahrhunderts war Pissanitzen vor allem geprägt durch Landwirtschaft und Pferdezucht. 1868 brannte abermals die Kirche nieder. Es entstand Jahre später dann erstmals eine Kirche aus Ziegelsteinen.
Am 27. Mai 1874 entstand nach einer preußischen Gemeindegebietsreform der Amtsbezirk Pissanitzen aus den Landgemeinden Czybulken, Groß Lasken, Kulessen, Loyen, Makoscheyen, Pissanitzen, Ropehlen und Sieden.
1895 lebten in Pissanitzen 516 Einwohner, davon waren 496 evangelischen, 6 katholischen und 12 anderen Glaubens.
Im Oktober 1913 wurde Pissanitzen über die Lycker Kleinbahnen an das Eisenbahnnetz und damit an die Kreisstadt Lyck angebunden.
1914 wurde Pissanitzen in die ersten Kampfhandlungen des Ersten Weltkrieges hineingezogen und die Kirche durch russischen Artilleriebeschuss stark zerstört. Die Kirchenruine wurde nach dem Krieg 1922/23 in ihrem neogotischen Stil wieder aufgebaut.
Aufgrund der Bestimmungen des Versailler Vertrags stimmte die Bevölkerung im Abstimmungsgebiet Allenstein, zu dem Pissanitzen gehörte, am 11. Juli 1920 über die weitere staatliche Zugehörigkeit zu Ostpreußen (und damit zu Deutschland) oder den Anschluss an Polen ab. In Pissanitzen stimmten 420 Einwohner für den Verbleib bei Ostpreußen, auf Polen entfiel keine Stimme.
Pissanitzen wurde am 14. Mai 1926 im Zuge der Eindeutschung von Ortsnamen masurischer, polnischer oder litauischer Herkunft in „Ebenfelde“ umbenannt. Analog wurde auch der Amtsbezirk umbenannt. 1931 wurde der Amtsbezirk Ebenfelde neugegliedert und umfasste statt der vorherigen acht Landgemeinden die sechs Gemeinden Ebenfelde, Groß Lasken, Kulessen, Loyen, Makoscheyen und Sieden.
1939 lebten in Ebenfelde (Pissanitzen) 562 Einwohner. Daneben gab es 122 Häuser und 64 landwirtschaftliche Betriebe im Ort. Letzter Amtsvorsteher des Amtsbezirkes war von 1938 bis 1945 Wilhelm Kunke.
Gegen Ende des Zweiten Weltkrieges wurde Ebenfelde stark zerstört. Nach Ende des Krieges 1945 fiel Ebenfelde an Polen. Die ansässige deutsche Bevölkerung wurde, soweit sie nicht geflüchtet war, nach 1945 größtenteils vertrieben bzw. ausgesiedelt und neben der angestammten masurischen Minderheit durch Neubürger aus anderen Teilen Polens ersetzt. Der Ort Ebenfelde wurde nach der polnischen Schreibweise des historischen Ortsnamens Pissanitzen in „Pisanica“ umbenannt.
In den 1950er Jahren entstand in Pisanica eine Fabrik für Backsteinproduktion als weiterer wichtiger Wirtschaftsfaktor. Ab 1961 wurde im Zuge dieser wirtschaftlichen Entwicklung am Rande von Pisanica ein Neubaugebiet errichtet, wodurch die Bevölkerungszahl auf 3.000 Einwohner (2006) anwuchs. In den 1970er Jahren entstand in Pisanica ein chemisches Werk. Pisanica bekam ein Gymnasium.
Von 1975 bis 1998 gehörte Pisanica zur damaligen Woiwodschaft Suwałki und kam 1999 zur neu gebildeten Woiwodschaft Ermland-Masuren. Das Dorf ist heute Sitz eines Schulzenamtes (polnisch Sołectwo) und somit eine Ortschaft im Verbund der Gmina Kalinowo.
2001 wurde der reguläre Betrieb auf der durch Pisanica führenden Eisenbahnlinie, der Ełcka Kolej Dojazdowa, einstige Lycker Kleinbahnen, eingestellt. Eine teilweise Reaktivierung ist geplant.

## Religionen

### Kirchengebäude
Im Jahre 1565 wurde Pissanitzen ein Kirchdorf. Die erste Kirche entstand in Holzbauweise und wurde – wie auch die nachfolgende – Opfer der Flammen. Am 29. Januar 1914 schließlich konnte eine nach den Plänen des Berliner Baumeisters Arthur Kickton in neogotischem Still errichtete Backsteinkirche eingeweiht werden, die allerdings wenige Monate später kriegszerstört wurde. In den ersten 1920er Jahren wurde sie wiederhergestellt.
Bis 1945 war sie evangelisches Gotteshaus, heute wird sie als römisch-katholische Pfarrkirche genutzt.

### Kirchengemeinde

#### Evangelisch
380 Jahre bestand in Pissanitzen eine evangelische Kirchengemeinde. Sie war in den Kirchenkreis Lyck in der Kirchenprovinz Ostpreußen der Kirche der Altpreußischen Union eingegliedert und zählte 1925 (Volkszählung) insgesamt 3.300 Gemeindeglieder. Flucht und Vertreibung der einheimischen Bevölkerung machten dem Leben der Kirchengemeinde ein Ende. Heute gehören die nur wenigen evangelischen Kirchenglieder zur Kirchengemeinde in Ełk (Lyck) in der Diözese Masuren der Evangelisch-Augsburgischen Kirche in Polen.

#### Römisch-katholisch
Aufgrund des Zuzugs polnischer Bürger konnte sich nach 1945 in Pisanica eine katholische Gemeinde etablieren, die anfangs noch zu der Pfarrei in Wiśniowo Ełckie (Wischniewen, 1938 bis 1945 Kölmersdorf) gehörte. Seit dem 15. Mai 1971 gibt es in Pisanica eine eigene Pfarrei, zu der die einst evangelische jetzt katholische Pfarrkirche der Mutter Gottes, der Königin von Polen gehört. Sie ist Teil des Dekanats Miłosierdzia Bożej in Ełk im Bistum Ełk der Römisch-katholischen Kirche in Polen.